# Alaminos (Zypern)
Alaminos (griechisch Αλαμινός) ist ein Ort im Bezirk Larnaka in Zypern. Im Jahr 2021 hatte der Ort 322 Einwohner. Bis 1960 bestand je etwa die Hälfte der Einwohner aus Zyperntürken und Zyperngriechen.

## Geographie

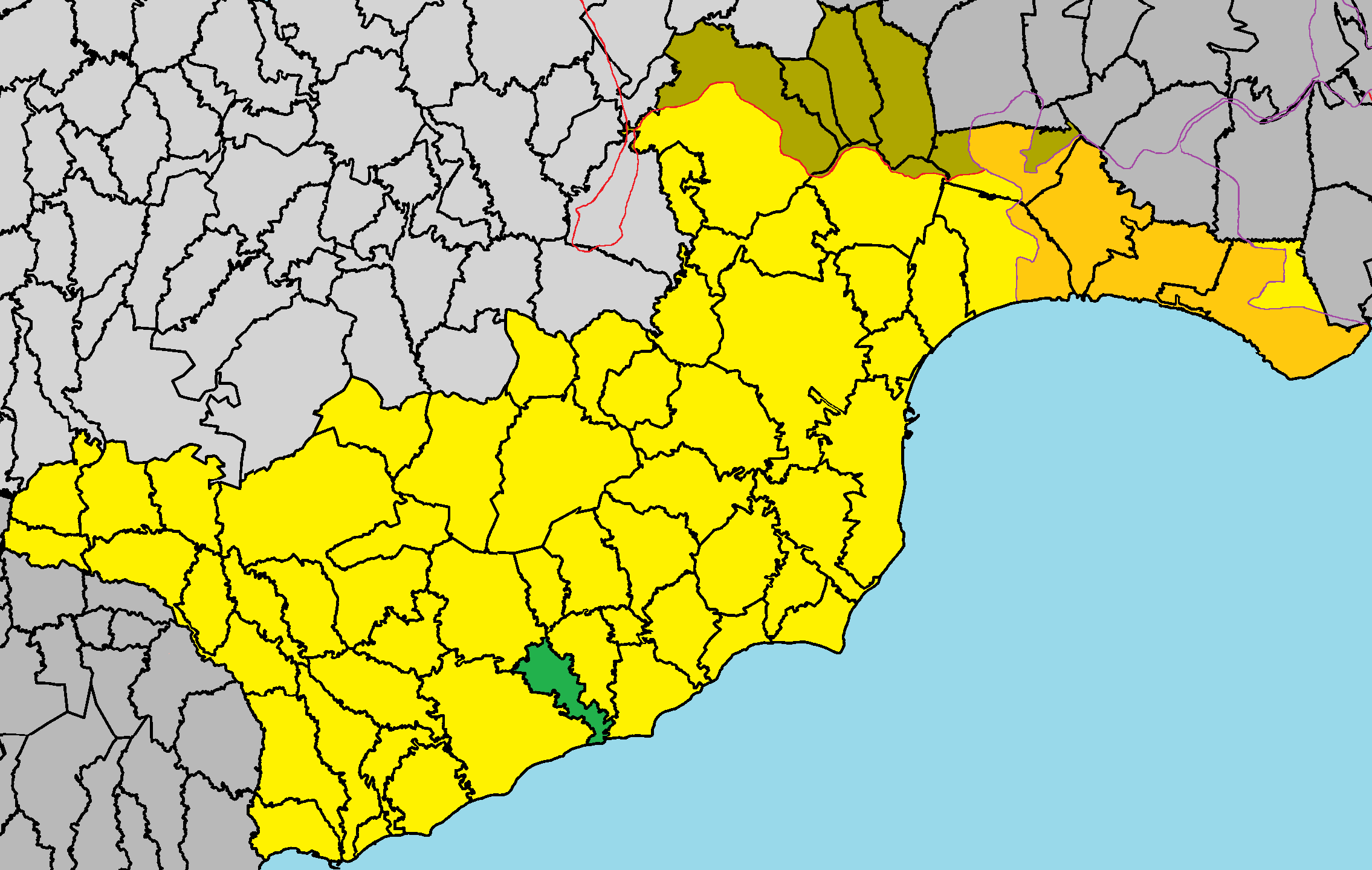
Lage im Bezirk Larnaka

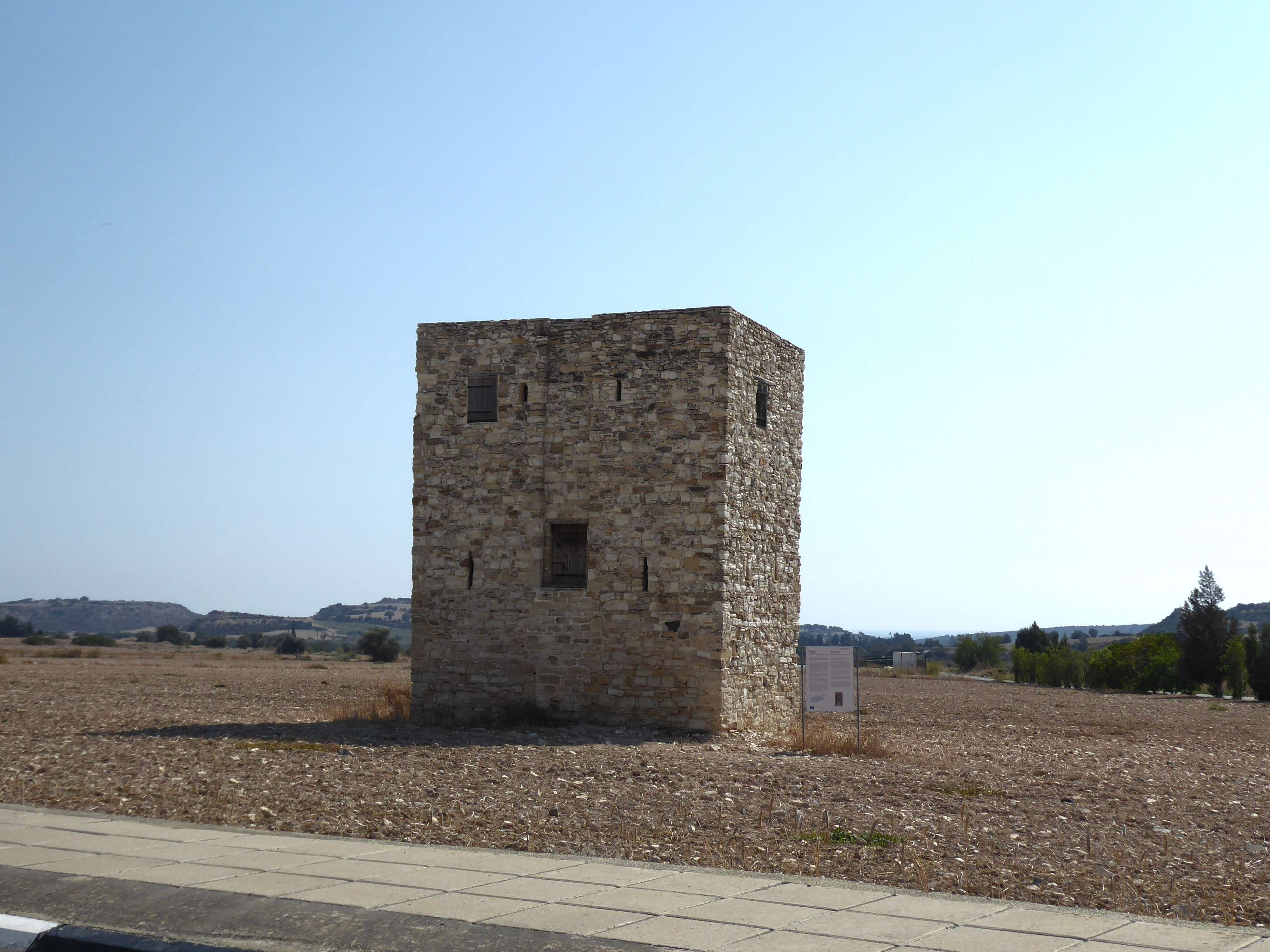
Der Burgturm von Alaminos

Alaminos liegt im Süden der Insel Zypern auf 66 Metern Höhe, wenige Kilometer vom Mittelmeer entfernt. Es liegt etwa 42 km südlich der Hauptstadt Nikosia, 21 km südwestlich von Larnaka und 39 km östlich von Limassol. Nördlich des Gemeindegebietes verläuft die Autobahn 5 und die B5.
Die umgebende Landschaft ist geprägt von Olivenbäumen und Pinien, es werden vor allem Früchte und Gemüse angebaut. Der Ort selbst besteht hauptsächlich aus traditionellen zyprischen Gebäuden. Obwohl der Ort von der Küste entfernt liegt, reicht das Gemeindegebiet bis an das Meer, weshalb Alaminos über einen kleinen Hafen verfügt.
Orte in der Umgebung sind Kofinou und Menogeia im Norden, Anafotia und Mazotos im Osten sowie Agios Theodoros im Westen.

## Sehenswürdigkeiten
- Kapelle Agios Mamas, 15. Jahrhundert[3]
- Burgturm, 15. Jahrhundert[4]